# Thủy điện Ayun Thượng 1A
Thủy điện Ayun Thượng 1A là thủy điện xây dựng trên dòng sông A Yun trên vùng đất xã Lơ Pang huyện Mang Yang và xã H’Nol huyện Đak Đoa, tỉnh Gia Lai, Việt Nam .
Thủy điện Ayun Thượng 1A có công suất lắp máy 12 MW với 3 tổ máy, sản lượng hàng năm ước tính 49,8 triệu KWh, khởi công tháng 02/2009, hoàn thành tháng 8/2011.

## Chỉ dẫn
1. ↑  Theo Bản đồ 1:50.000 sông có các tên từ thượng nguồn xuôi dòng là Đăk Ayun, Ia A Yun, Ea Yun và đến huyện A Yun Pa có tên sông Ba A Yun, rồi tại đó đổ vào ia Ba.